# جاك سيمبسون (لاعب كرة قدم)
جاك سيمبسون (بالإنجليزية: Jack Simpson)‏ هو لاعب كرة قدم بريطاني، ولد في 8 يناير 1997 في وايمث في المملكة المتحدة. لعب مع نادي بورنموث.

## وصلات خارجية
- جاك سيمبسون على موقع قاعدة بيانات كرة القدم.إي يو (الإنجليزية)
- جاك سيمبسون على موقع ليكيب (الفرنسية)
- جاك سيمبسون على موقع Soccerbase.com (لاعب) (الإنجليزية)
- جاك سيمبسون على موقع Soccerway.com (الإنجليزية)
- جاك سيمبسون على موقع عالم كرة القدم.نت (الإنجليزية)